# الطريق الاجتنابي الشمالي (الجزائر)
الطريق الاجتنابي الشمالي لمدينة الجزائر هو طريق محيطي تربط وسط مدينة الجزائر بالضاحية الشرقية المسماة الدار البيضاء لمسافة 14.5 كم وبمدينة بودواو لمسافة 29 كم.

## نبذة تاريخية
افتتح الطريق السريع المسمى «الطريق السيار الشرقي» بين مطار الجزائر وبودواو في أواخر سبعينيات القرن 20 لتخفيف الطريق الوطني رقم 5. تمت إعادة تأهيل هذا الطريق وتمديده خلال ثمانينيات القرن 20 بانشاء طريقين اجتنابيين، بما في ذلك الطريق الاجتنابي الشمالي الذي افتتح في عام 1985. الطريق الاجتنابي الشمالي يحل محل طريق الأغنام القديم الذي أنشئ في عشرينات من القرن 20 للانتقال من الجزائر العاصمة إلى الضواحي الشرقية.